# John Bretton
Pour les articles homonymes, voir Britton.
John Bretton (parfois orthographié Britton), mort à York le 1er avril 1598 est un laïc martyr catholique anglais arrêté et exécuté sous le règne d'Élizabeth Ire. 

## Biographie
Membre d'une vieille famille anglaise, John Bretton demeure toute sa vie attachée à l'Église catholique. Soumis aux vexations, amendes et menaces il tient ferme dans sa foi. À plusieurs reprises il doit s'éloigner physiquement de sa famille. Dans un contexte d'anti-catholicisme de plus en plus virulent, à un âge déjà avancé, il se retrouve devant le juge pour avoir prétendument tenu des propos hostiles à l'égard de la reine. Il n'en faut pas plus pour qu'il soit condamné à mort pour trahison. Il est exécuté par strangulation à York le 1er avril 1598.
D'après des sources il serait le père de Matthew Britton, préfet et professeur au collège anglais de Douai à la même époque.

## Vénération
Déclaré bienheureux par Jean-Paul II en 1987 John Bretton fut l'un des quatre-vingt-cinq Quatre-vingt-cinq martyrs d'Angleterre et de Galles béatifié par ce dernier et vénéré par l'Église catholique le 1er avril.